# Leichtathletik-Europameisterschaften 2018/200 m der Frauen

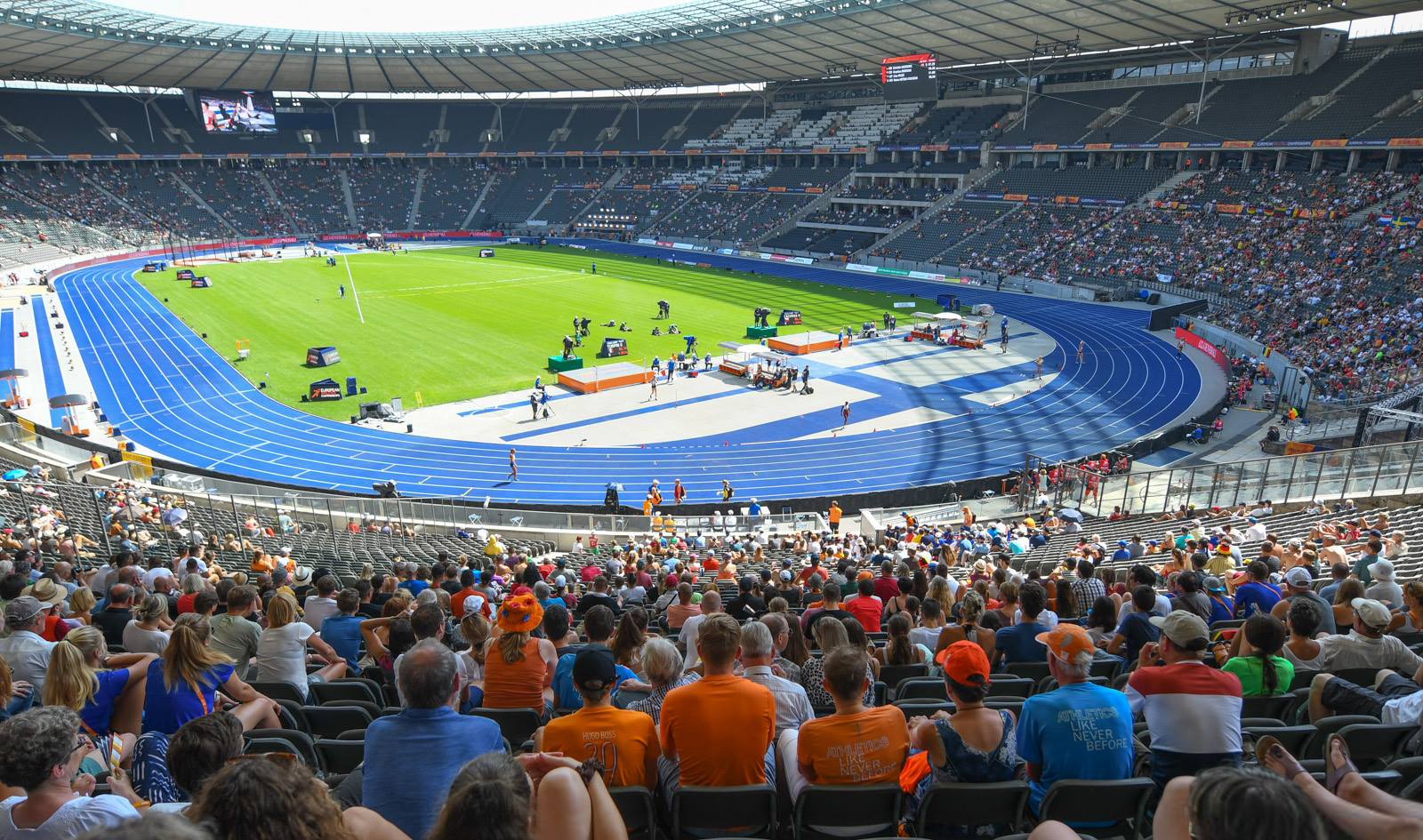
Das Berliner Olympiastadion am 9. August 2018

Der 200-Meter-Lauf der Frauen bei den Leichtathletik-Europameisterschaften 2018 fand am 10. und am 11. August im Olympiastadion in der deutschen Hauptstadt Berlin statt.
Es siegte die Britin Dina Asher-Smith. Die Niederländerin Dafne Schippers wurde Vizeeuropameisterin vor ihrer Landsfrau Jamile Samuel.

## Rekorde

### Bestehende Rekorde
| Weltrekord           | 21,34 s | Florence Griffith-Joyner | OS Seoul, Südkorea             | 29. September 1988 |
| Europarekord         | 21,63 s | Dafne Schippers          | WM Peking, Volksrepublik China | 28. August 2015    |
| Meisterschaftsrekord | 21,71 s | Heike Drechsler          | EM Stuttgart, BR Deutschland   | 29. August 1986    |

Der bereits seit 1986 bestehende EM-Rekord wurde auch bei diesen Europameisterschaften nicht erreicht. Die schnellste Zeit erzielte die britische Europameisterin Dina Asher-Smith im Finale mit 21,89 s bei einem Rückenwind von 0,2 m/s, womit sie eine neue Jahresweltbestleistung und einen neuen Landesrekord aufstellte (siehe unten). Sie blieb achtzehn Hundertstelsekunden über dem Rekord. Zum Europarekord fehlten ihr 26 Hundertstelsekunden, zum Weltrekord 55 Hundertstelsekunden.

### Rekordverbesserung
Es gab einen Landesrekord:

21,89 s – Dina Asher-Smith (Großbritannien), Finale am 11. August bei einem Rückenwind von 0,2 m/s

## Durchführung des Wettbewerbs
Die zehn schnellsten Sprinterinnen der Jahresbestenliste – in den Halbfinalresultaten mit ‡ markiert – mussten in den Vorläufen noch nicht antreten. Sie waren automatisch für das Halbfinale qualifiziert und griffen erst dort in den Wettkampf ein.

## Legende
Kurze Übersicht zur Bedeutung der Symbolik – so üblicherweise auch in sonstigen Veröffentlichungen verwendet:
| WL                    | Weltjahresbestleistung                                                                             |
| NR                    | Nationaler Rekord                                                                                  |
| Nationaler U23-Rekord | Nationaler U23-Rekord                                                                              |
| PB                    | Persönliche Bestleistung                                                                           |
| SB                    | Persönliche Jahresbestleistung                                                                     |
| e                     | egalisiert                                                                                         |
| DNS                   | nicht am Start (did not start)                                                                     |
| ‡                     | eine der zehn schnellsten Sprinterinnen der Jahresbestenliste (Markierung verwendet im Halbfinale) |

## Vorläufe
Aus den drei Vorläufen qualifizierten sich die jeweils drei Ersten jedes Laufes – hellblau unterlegt – und zusätzlich die fünf Zeitschnellsten – hellgrün unterlegt – für das Halbfinale.

### Vorlauf 1

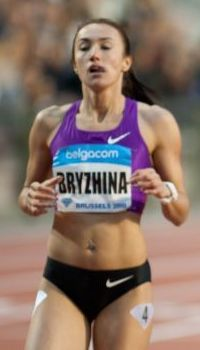
Platz sieben reichte Jelysaweta Bryshina nicht für das Erreichen des Halbfinales

10. August 2018, 11:25 Uhr MESZ
Wind: −0,3 m/s
| Platz | Bahn | Name                | Land        | Zeit (s) |
| ----- | ---- | ------------------- | ----------- | -------- |
| 1     | 5    | Laura Müller        | Deutschland | 23,06 SB |
| 2     | 7    | Anna Kiełbasińska   | Polen       | 23,20    |
| 3     | 1    | Sindija Bukša       | Lettland    | 23,36    |
| 4     | 2    | Manon Depuydt       | Belgien     | 23,59    |
| 5     | 6    | Cornelia Halbheer   | Schweiz     | 23,63    |
| 6     | 4    | Paula Sevilla       | Spanien     | 23,91    |
| 7     | 3    | Jelysaweta Bryshina | Ukraine     | 24,21    |
| 8     | 8    | Charlotte Wingfield | Malta       | 24,40    |

### Vorlauf 2

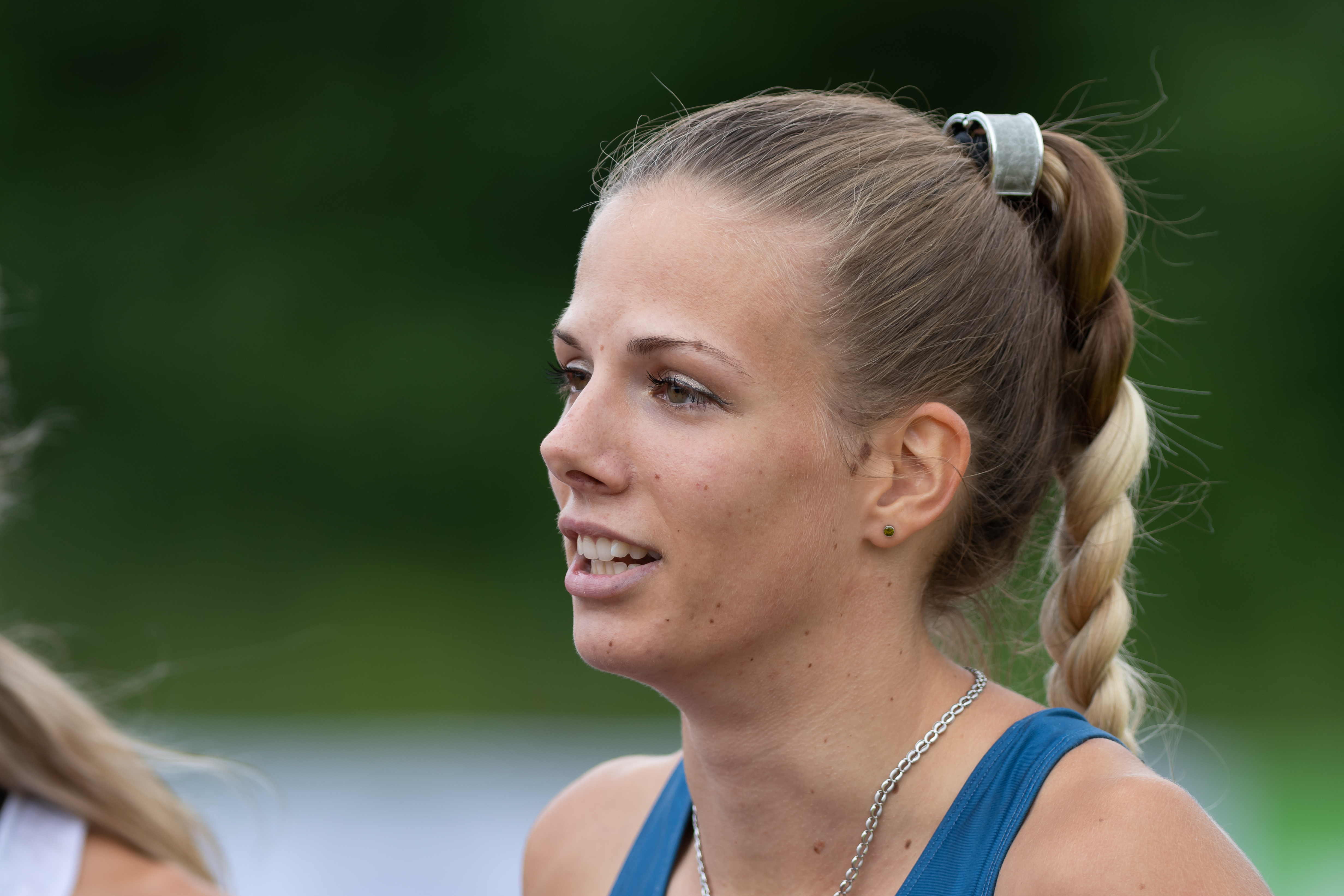
Marcela Pírková schied als Fünfte ihres Vorlaufs aus

10. August 2018, 11:32 Uhr MESZ
Wind: −0,5 m/s
| Platz | Bahn | Name               | Land        | Zeit (s) |
| ----- | ---- | ------------------ | ----------- | -------- |
| 1     | 7    | Rebekka Haase      | Deutschland | 23,44    |
| 2     | 1    | Irene Siragusa     | Italien     | 23,60    |
| 3     | 5    | Martyna Kotwiła    | Polen       | 23,62    |
| 4     | 2    | Estela García      | Spanien     | 23,64    |
| 5     | 4    | Marcela Pírková    | Tschechien  | 23,72    |
| 6     | 3    | Ezinne Okparaebo   | Norwegen    | 23,84    |
| 7     | 6    | Alexandra Bezeková | Slowakei    | 23,93    |
| 8     | 8    | Jana Katschur      | Ukraine     | 24,00    |

### Vorlauf 3

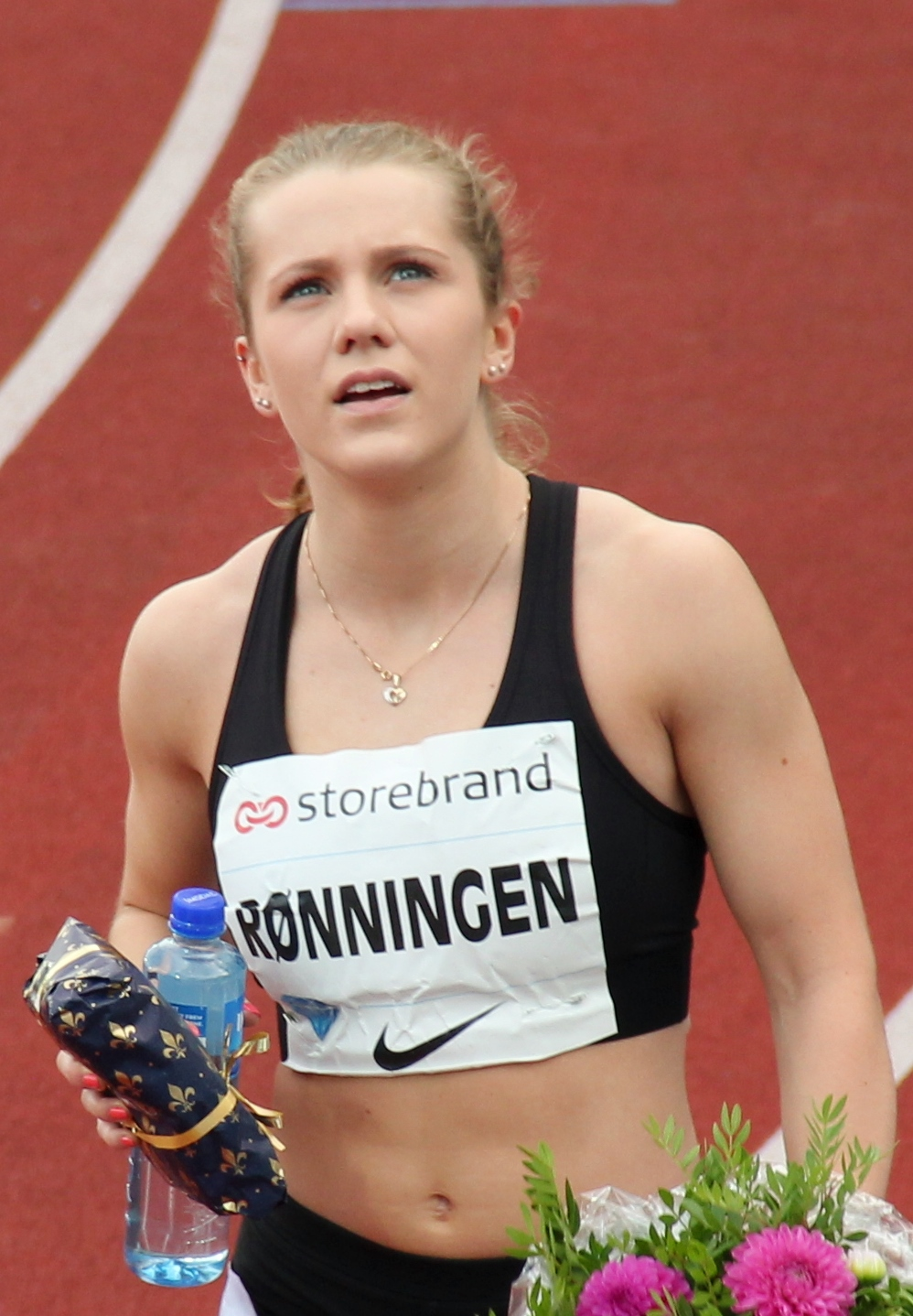
Helene Rønningen hatte als Achte des dritten Vorlaufs keine Chance auf die Halbfinalteilnahme

10. August 2018, 11:39 Uhr MESZ
Wind: +0,4 m/s
| Platz | Bahn | Name                  | Land      | Zeit (s) |
| ----- | ---- | --------------------- | --------- | -------- |
| 1     | 1    | Kryszina Zimanouskaja | Belarus   | 23,07    |
| 2     | 6    | Gloria Hooper         | Italien   | 23,28    |
| 3     | 4    | Phil Healy            | Irland    | 23,34    |
| 4     | 7    | Inna Eftimowa         | Bulgarien | 23,56    |
| 5     | 2    | Lorène Bazolo         | Portugal  | 23,60    |
| 6     | 5    | Alina Kalistratowa    | Ukraine   | 23,79    |
| 7     | 8    | Jaël Bestué           | Spanien   | 23,92    |
| 8     | 3    | Helene Rønningen      | Norwegen  | 23,96    |

## Halbfinale
Aus den drei Halbfinalläufen qualifizierten sich die jeweils beiden Ersten jedes Laufes – hellblau unterlegt – und zusätzlich die beiden Zeitschnellsten – hellgrün unterlegt – für das Finale. Die zehn Jahresschnellsten – mit ‡ markiert, die automatisch für das Halbfinale qualifiziert waren, griffen jetzt in das Geschehen ein.

### Lauf 1

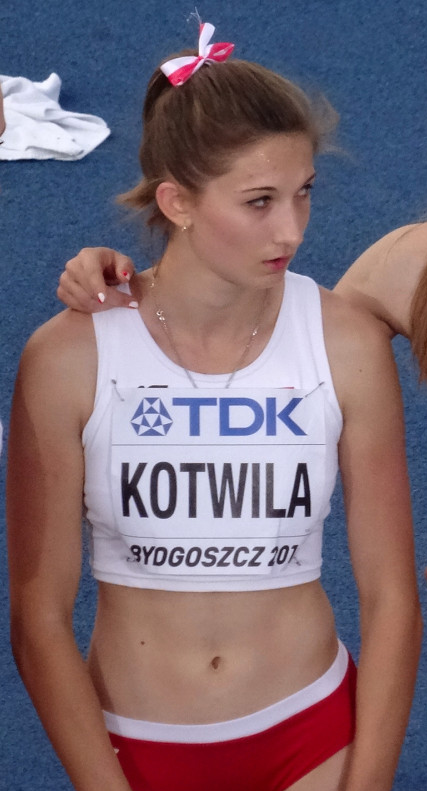
Martyna Kotwiła – ausgeschieden als Fünfte ihres Halbfinals

10. August 2018, 19:48 Uhr MESZ
Wind: +1,1 m/s
| Platz | Bahn | Name                 | Land           | Zeit (s) |
| ----- | ---- | -------------------- | -------------- | -------- |
| 1     | 4    | Dina Asher-Smith ‡   | Großbritannien | 22,33    |
| 2     | 3    | Iwet Lalowa-Collio ‡ | Bulgarien      | 22,65    |
| 3     | 5    | Bianca Williams ‡    | Großbritannien | 22,83    |
| 4     | 7    | Laura Müller         | Deutschland    | 22,87 SB |
| 5     | 6    | Martyna Kotwiła      | Polen          | 23,41    |
| 6     | 2    | Estela García        | Spanien        | 23,46    |
| 7     | 1    | Lorène Bazolo        | Portugal       | 23,80    |
| 8     | 8    | Cornelia Halbheer    | Schweiz        | 23,98    |

### Lauf 2

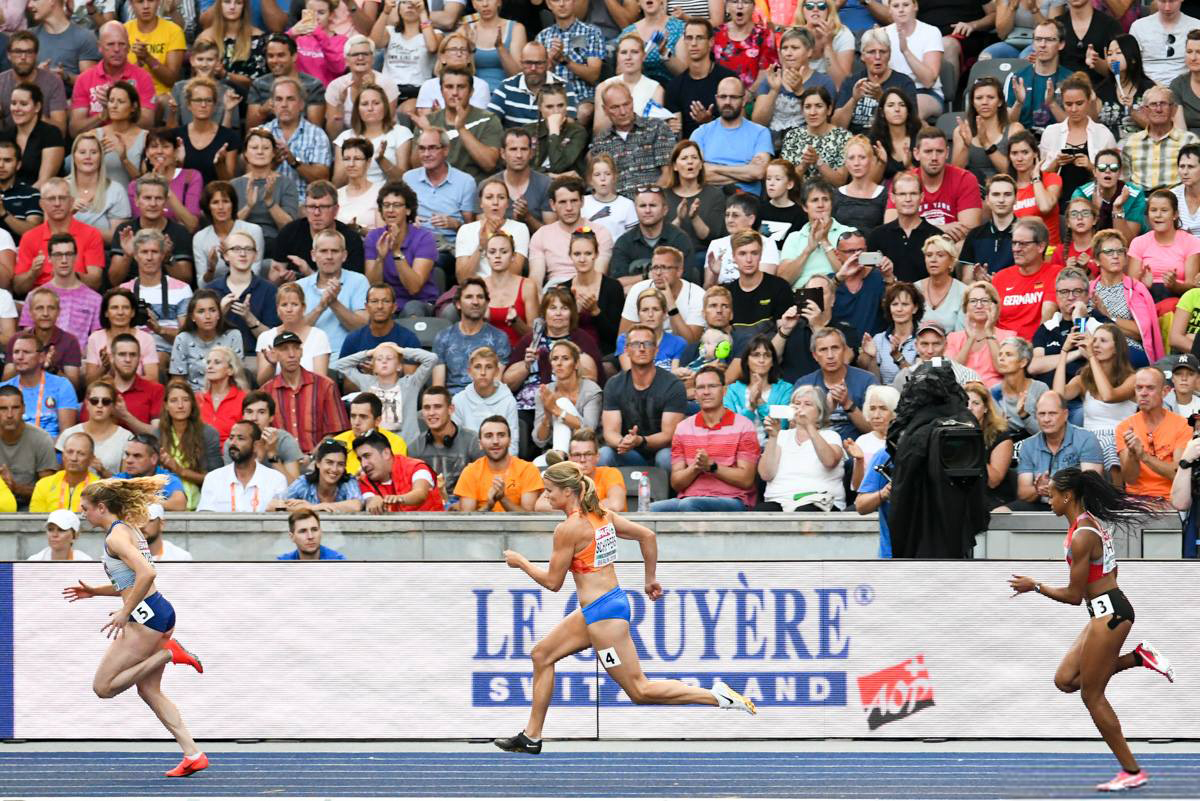
Zweiter Halbfinallauf (v. l. n. r.): Beth Dobbin, Dafne Schippers, Sarah Atcho

10. August 2018, 19:55 Uhr MESZ
Wind: +1,4 m/s
| Platz | Bahn | Name              | Land           | Zeit (s) |
| ----- | ---- | ----------------- | -------------- | -------- |
| 1     | 4    | Dafne Schippers ‡ | Niederlande    | 22,69    |
| 2     | 5    | Beth Dobbin ‡     | Großbritannien | 22,84    |
| 3     | 3    | Sarah Atcho ‡     | Schweiz        | 22,88    |
| 4     | 6    | Phil Healy        | Irland         | 23,23    |
| 5     | 7    | Anna Kiełbasińska | Polen          | 23,29    |
| 6     | 2    | Rebekka Haase     | Deutschland    | 23,42    |
| 7     | 8    | Gloria Hooper     | Italien        | 23,43    |
| 8     | 1    | Manon Depuydt     | Belgien        | 23,60    |

### Lauf 3

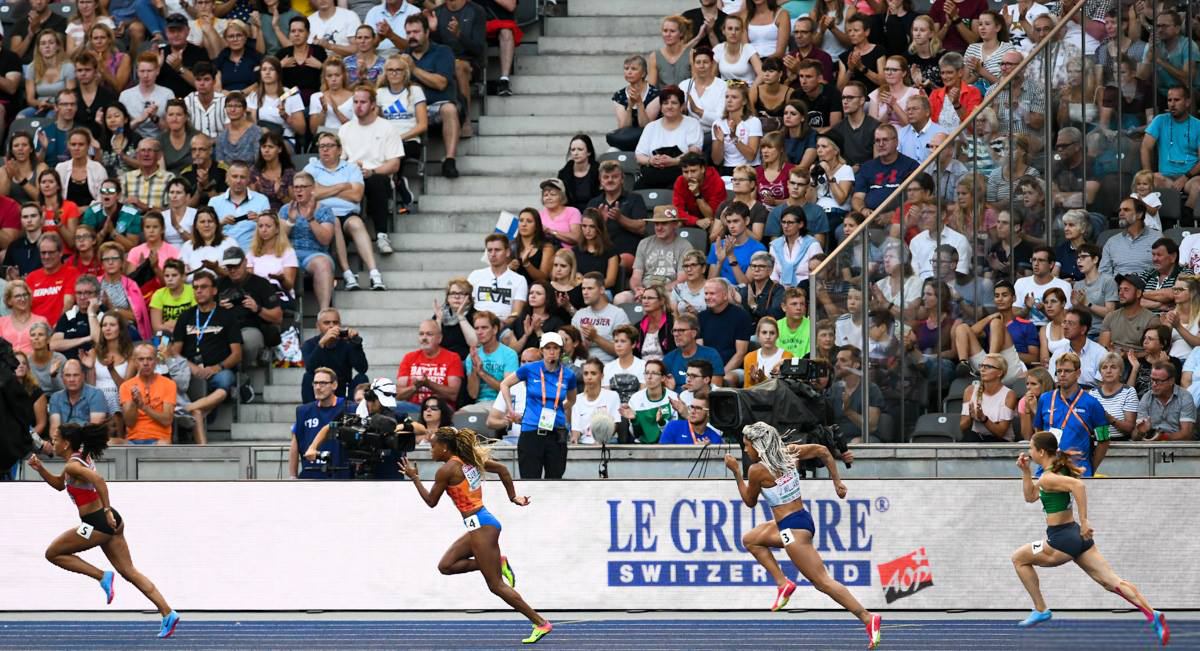
Dritter Halbfinallauf (v. l. n. r.): Mujinga Kambundji, Jamile Samuel, Jodie Williams, Kryszina Zimanouskaja

10. August 2018, 20:02 Uhr MESZ
Wind: +0,2 m/s
| Platz | Bahn | Name                      | Land           | Zeit (s)    |
| ----- | ---- | ------------------------- | -------------- | ----------- |
| 1     | 4    | Jamile Samuel ‡           | Niederlande    | 22,58       |
| 2     | 5    | Mujinga Kambundji ‡       | Schweiz        | 22,84       |
| 3     | 2    | Kryszina Zimanouskaja     | Belarus        | 23,03 NU23R |
| 4     | 6    | Jessica-Bianca Wessolly ‡ | Deutschland    | 23,26       |
| 5     | 3    | Jodie Williams ‡          | Großbritannien | 23,28       |
| 6     | 7    | Irene Siragusa            | Italien        | 23,30       |
| 7     | 1    | Inna Eftimowa             | Bulgarien      | 23,62       |
| DNS   | 8    | Sindija Bukša             | Lettland       |             |

## Finale
11. August 2018, 20:45 Uhr MESZ

Wind: +0,2 m/s
| Platz | Bahn | Athletin           | Land           | Zeit (s)    |
| ----- | ---- | ------------------ | -------------- | ----------- |
|       | 5    | Dina Asher-Smith   | Großbritannien | 21,89 WL/NR |
|       | 4    | Dafne Schippers    | Niederlande    | 22,14 SB    |
|       | 6    | Jamile Samuel      | Niederlande    | 22,37 PBe   |
| 4     | 8    | Mujinga Kambundji  | Schweiz        | 22,45 SB    |
| 5     | 3    | Iwet Lalowa-Collio | Bulgarien      | 22,82       |
| 6     | 2    | Bianca Williams    | Großbritannien | 22,88       |
| 7     | 7    | Beth Dobbin        | Großbritannien | 22,93       |
| 8     | 1    | Laura Müller       | Deutschland    | 23,08       |

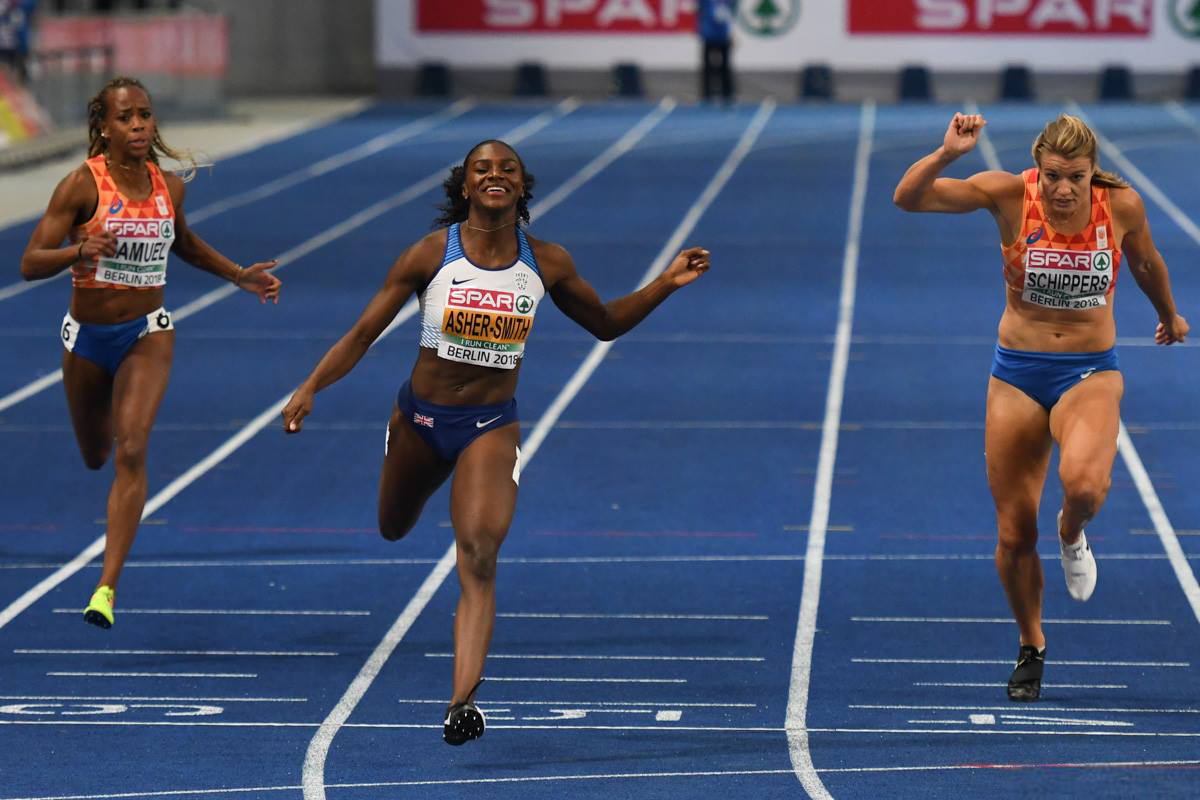
Zieleinlauf über 200 Meter (v. l. n. r.): Jamile Samuel, Dina Asher-Smith, Dafne Schippers

Vor allem zwei Sprinterinnen wurden für dieses Rennen als Favoritinnen gesehen. Die Niederländerin Dafne Schippers hatte als Weltmeisterin von 2015 / 2017, Olympiazweite von 2016 und Europameisterin von 2014 die größten Erfolge aufzuweisen. Die Britin Dina Asher-Smith trat als Europameisterin von 2016 an, hatte hier in Berlin bereits den 100-Meter-Lauf gewonnen und im Halbfinale die schnellste Zeit erzielt. Weitere Medaillenkandidatinnen waren nach den Eindrücken aus dem Halbfinale die Niederländerin Jamile Samuel und die Bulgarin Iwet Lalowa-Collio. Aber auch die Schweizerin Mujinga Kambundji gehörte noch in den weiteren Kreis der Favoritinnen.
Als deutlich stärkste Läuferin präsentierte sich Dina Asher-Smith, die dieses Rennen mit großem Stehvermögen und deutlichem Vorsprung gewann. Mit 21,89 s blieb sie als Einzige unter 22 Sekunden und stellte mit ihrer Zeit einen neuen britischen Landesrekord auf. Gleichzeitig war das eine neue Weltjahresbestleistung. Auch hinter ihr gab es ausgezeichnete Ergebnisse mit zwei Medaillen für die Niederlande. Europarekordlerin Dafne Schippers stellte mit 22,14 s eine neue persönliche Saisonbestzeit auf und Jamile Samuel egalisierte mit  22,37 s ihre persönliche Bestleistung. Mujinga Kambundji steigerte sich als Vierte auf 22,47 s und lief damit ebenfalls Saisonbestzeit. Den fünften Platz belegte Iwet Lalowa-Collio vor den beiden Britinnen Bianca Williams und Beth Dobbin. Die Deutsche Laura Müller wurde in diesem Finale Achte.

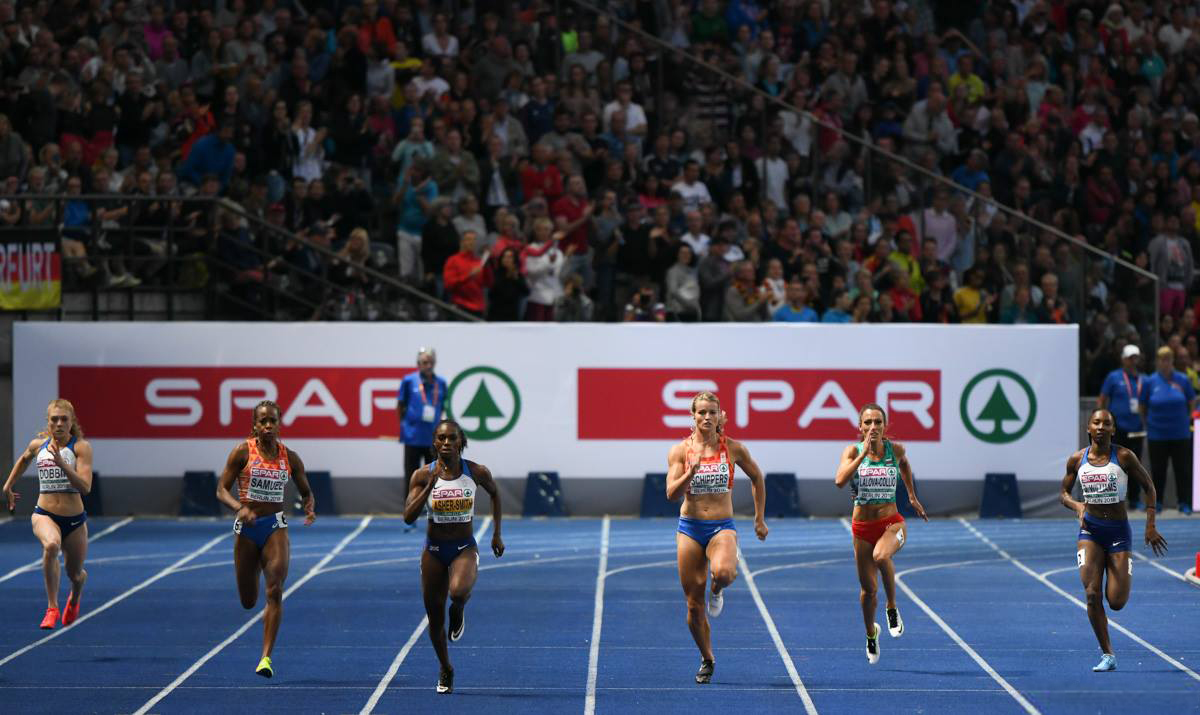
Die 200-Meter-Läuferinnen auf der Zielgerade
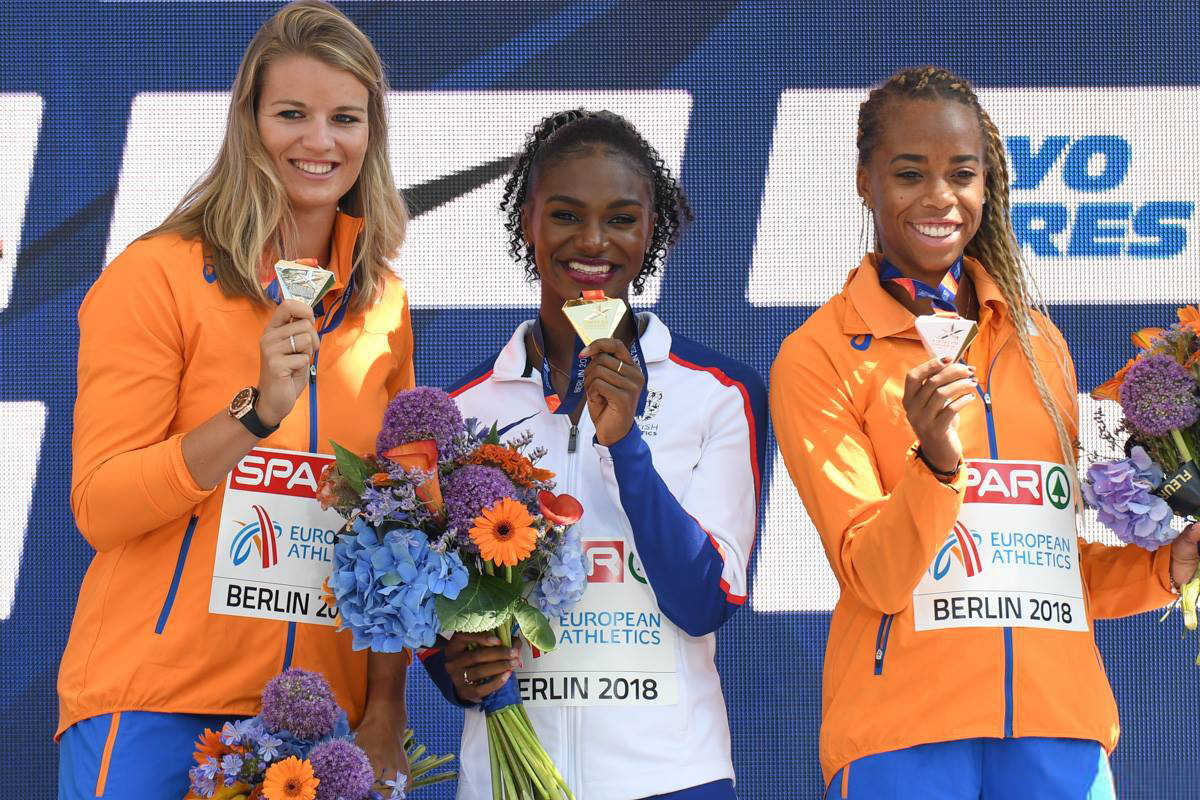
Siegerehrung (v. l. n. r.): Dafne Schippers, Dina Asher-Smith, Jamile Samuel

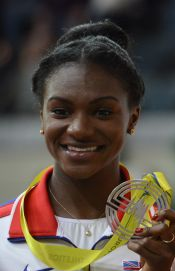
Europameisterin Dina Asher-Smith
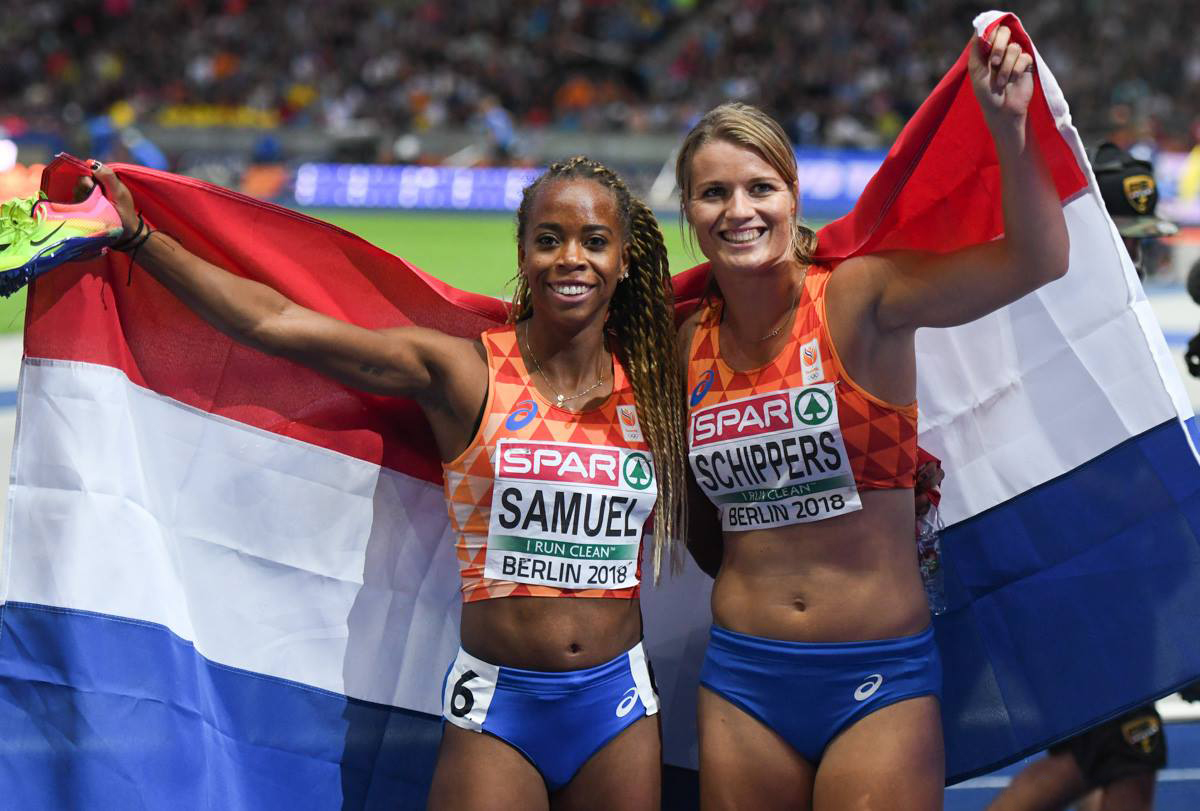
Die Medaillengewinnerinnen Jamile Samuel, Bronze (links) und Dafne Schippers, Silber
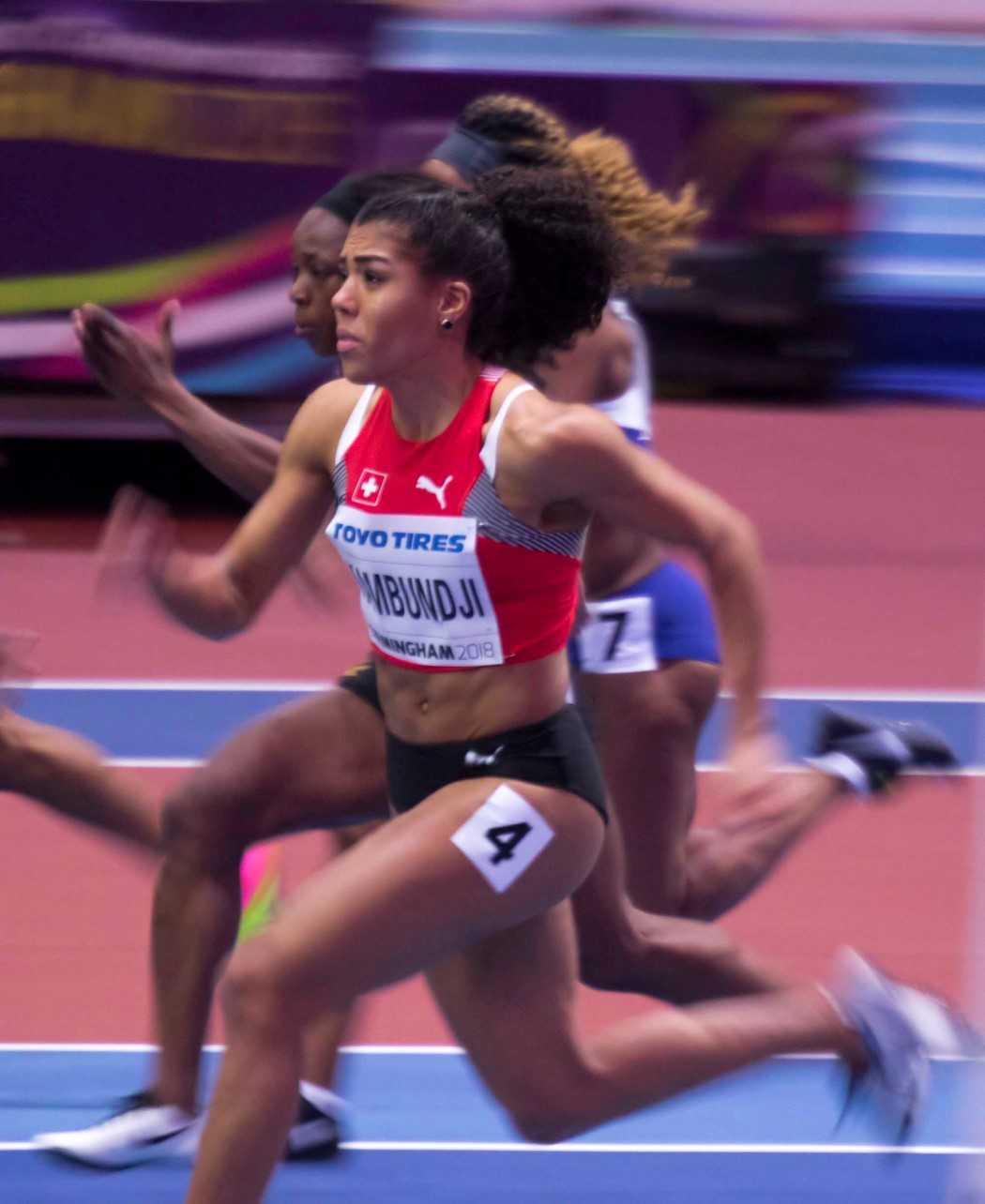
Mujinga Kambundji kam auf den vierten Platz
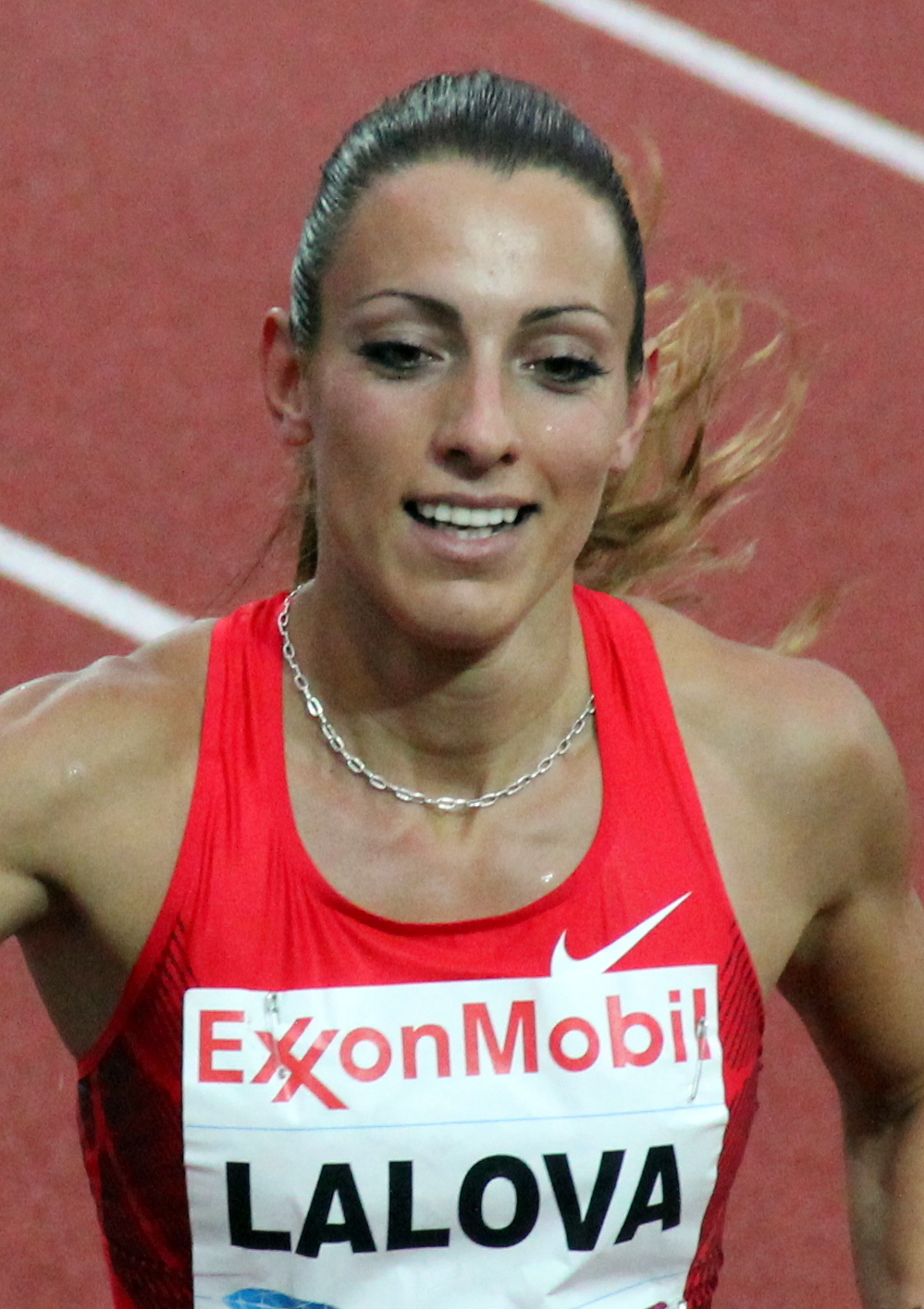
Rang fünf für Iwet Lalowa-Collio

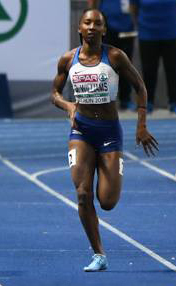
Bianca Williams belegte den sechsten Platz
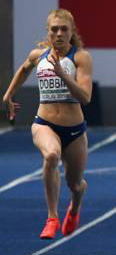
Beth Dobbin, dritte Britin in diesem Finale, wurde Siebte
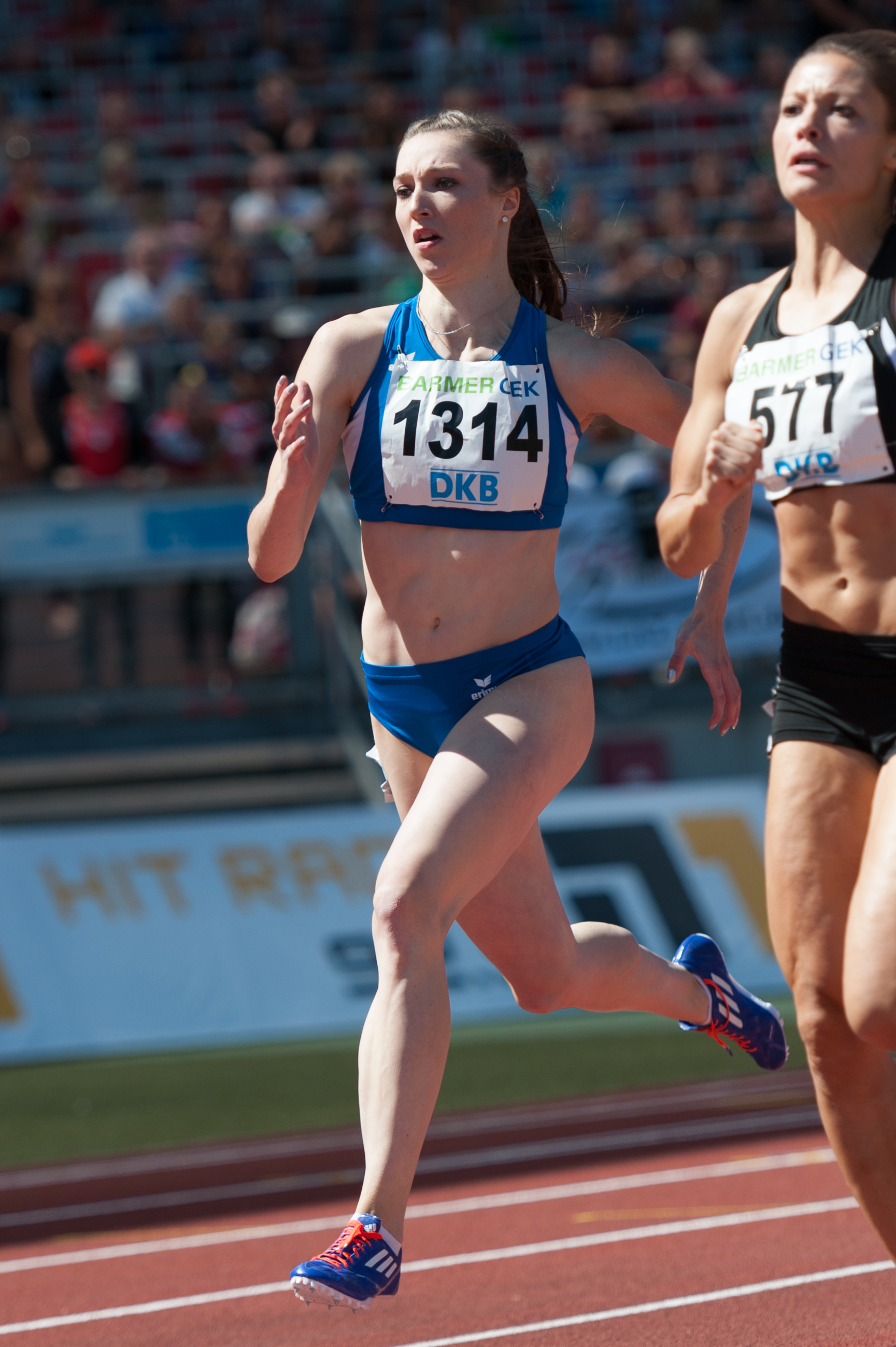
Laura Müller erreichte Rang acht